# Whitefish (Montana)
Whitefish is een plaats (city) in de Amerikaanse staat Montana, en valt bestuurlijk gezien onder Flathead County.

## Demografie
Bij de volkstelling in 2000 werd het aantal inwoners vastgesteld op 5032.
In 2006 is het aantal inwoners door het United States Census Bureau geschat op 7723, een stijging van 2691 (53.5%).

## Geografie
Volgens het United States Census Bureau beslaat de plaats een oppervlakte van
11,5 km², waarvan 11,4 km² land en 0,1 km² water. Whitefish ligt op ongeveer 926 m boven zeeniveau.

## Geboren
- Constance Towers (1933), actrice

## Plaatsen in de nabije omgeving
De onderstaande figuur toont nabijgelegen plaatsen in een straal van 24 km rond Whitefish.